# Galactosa
La galactosa es un azúcar simple o monosacárido formado por seis átomos de carbono o hexosa, que se convierte en glucosa en el hígado como aporte energético. Además, forma parte de los glucolípidos y las glucoproteínas de las membranas celulares, sobre todo de las neuronas.
Desde el punto de vista químico es una aldosa, es decir su grupo químico funcional es un aldehído (CHO) ubicado en el carbono 1, o carbono anomérico. Por otra parte, al igual que la glucosa, pertenece al grupo de las hexosas, que son monosacáridos (glúcidos simples) formados por una cadena de seis átomos de carbono. Su fórmula molecular o empírica es igual a la de la glucosa: C6H12O6, aunque difiere de esta por ser un epímero de la glucosa en el Carbono número 4, es decir, que el grupo de alcohol de este carbono está dirigido hacia la izquierda (en la fórmula lineal, en la forma cíclica se encuentra dirigida hacia arriba). La galactosa es una piranosa, ya que teóricamente puede derivarse del anillo de seis lados formado por 5 átomos de carbono y 1 de oxígeno, llamado pirano. Por ello en su forma cíclica se denominará galactopiranosa, existiendo la forma β si el -OH unido al carbono anomérico está hacia arriba, y la forma α si el -OH unido al carbono anomérico está hacia abajo. De igual forma existe la forma D y la forma L, siendo la primera la más abundante de forma natural.
La galactosa es sintetizada por las glándulas mamarias para producir lactosa, que es un disacárido formado por la unión de glucosa y galactosa, por tanto el mayor aporte de galactosa en la nutrición proviene de la ingesta de lactosa de la leche.